# George McGinnis
George F. McGinnis (Harpersville, 12 augustus 1950 – Indianapolis, 14 december 2023) was een Amerikaans basketballer.

## Carrière
McGinnis speelde collegebasketbal voor de Indiana Hoosiers van 1970 tot 1971. Hij tekende in 1971 een contract in de ABA bij de Indiana Pacers en werd meteen twee keer kampioen met hen. In 1973 werd hij als 22e gekozen in de NBA draft door de Philadelphia 76ers. In oktober 1974 waren de 76ers bereid om McGinnis' draft rechten naar de New York Knicks te sturen met de voorwaarde dat de laatstgenoemde club hem zou tekenen voor de afgesproken deadline. De deal ging niet door toen hij besloot bij de Pacers te blijven en een tweejarig contract tekende met een afkoopclausule van $85.000 die na het seizoen 1974/75 werd uitgeoefend. McGinnis gaf er de voorkeur aan om in New York te spelen vanwege de financiële promotiekansen. Op 23 mei 1975 spande hij een kort geding aan tegen de NBA, waardoor hij met elk van de 18 teams in de competitie zou mogen onderhandelen. De rechtszaak werd een week later, op 30 mei 1975, geseponeerd toen hij een zesjarig contract van $2,4 miljoen tekende met de Knicks. In zijn eerste actie als nieuwe NBA-commissaris op 5 juni keurde Larry O'Brien het contract af en beval hij de Knicks om hun eerste selectie in de NBA draft van 1976 in te leveren en de 76ers te vergoeden voor alle onkosten met betrekking tot het geschil. McGinnis tekende vijf weken later, op 10 juli 1975, een zesjarig, $3,2 miljoen gegarandeerd, no-cut, no-trade, no-optie contract met de 76ers.
McGinnis maakte het All-NBA First Team in zijn debuutseizoen bij de 76ers in 1976 en werd geselecteerd voor twee All-Star games in zijn drie seizoenen bij de ploeg. In Philadelphia speelde hij samen met mede-ABA spelers Julius Erving en Caldwell Jones. In 1978 werd hij geruild naar de Denver Nuggets samen met een draftpick voor Bobby Jones, Ralph Simpson en een draftpick. In februari 1980 werd hij geruild naar de Indiana Pacers voor Alex English en een draftpick. Hij speelde nog twee seizoenen en een half voor hen voordat zijn contract werd ontbonden.

## Erelijst
- NBA All-Star: 1976, 1977, 1979
- All-NBA First Team: 1976
- All-NBA Second Team: 1977
- ABA-kampioen: 1972, 1973
- ABA Playoffs MVP Award: 1973
- ABA Most Valuable Player Award: 1975
- ABA All-Star: 1973, 1974, 1975
- All-ABA First Team: 1974, 1975
- All-ABA Second Team: 1973
- ABA All-Rookie First Team: 1972
- Universiade: 1970
- ABA All-Time Team
- Nummer 30 teruggetrokken door de Indiana Pacers
- Basketball Hall of Fame: 2017

## Statistieken

### Regulier seizoen
| Seizoen  | Team               | WG  | WS | MPW  | 2P%  | 3P%  | FW%  | RPW  | APW | SPW | BPW | PPW  |
| -------- | ------------------ | --- | -- | ---- | ---- | ---- | ---- | ---- | --- | --- | --- | ---- |
| 1971/72  | Indiana Pacers     | 73  | –  | 29,8 | 47,8 | 15,8 | 64,5 | 9,7  | 1,9 | –   | –   | 16,9 |
| 1972/73  | Indiana Pacers     | 82  | –  | 40,8 | 49,9 | 25,0 | 66,5 | 12,5 | 2,5 | 2,0 | –   | 27,6 |
| 1973/74  | Indiana Pacers     | 80  | –  | 40,8 | 47,5 | 14,7 | 68,3 | 15,0 | 3,3 | 2,0 | 0,5 | 25,9 |
| 1974/75  | Indiana Pacers     | 79  | –  | 40,4 | 46,1 | 35,4 | 72,4 | 14,3 | 6,3 | 2,6 | 0,7 | 29,8 |
| 1975/76  | Philadelphia 76ers | 77  | 77 | 38,3 | 41,7 | –    | 74,0 | 12,6 | 4,7 | 2,6 | 0,5 | 23,0 |
| 1976/77  | Philadelphia 76ers | 79  | 78 | 35,1 | 45,8 | –    | 68,1 | 11,5 | 3,8 | 2,1 | 0,5 | 21,4 |
| 1977/78  | Philadelphia 76ers | 78  | 76 | 32,5 | 46,3 | –    | 71,6 | 10,4 | 3,8 | 1,8 | 0,3 | 20,3 |
| 1978/79  | Denver Nuggets     | 76  | –  | 33,6 | 47,4 | –    | 66,5 | 11,4 | 3,7 | 1,7 | 0,7 | 22,6 |
| 1979/80  | Denver Nuggets     | 45  | –  | 31,6 | 46,3 | 14,3 | 54,1 | 10,3 | 4,9 | 1,5 | 0,4 | 15,6 |
| 1979/80  | Indiana Pacers     | 28  | –  | 28,0 | 44,6 | 12,5 | 57,5 | 8,5  | 4,0 | 1,1 | 0,2 | 13,2 |
| 1980/81  | Indiana Pacers     | 69  | –  | 26,7 | 45,7 | 0,0  | 53,8 | 7,7  | 3,0 | 1,4 | 0,4 | 13,1 |
| 1981/82  | Indiana Pacers     | 76  | –  | 17,6 | 37,6 | 0,0  | 45,3 | 5,2  | 2,7 | 1,3 | 0,4 | 4,7  |
| Carrière | Carrière           | 842 | –  | 33,5 | 46,2 | –    | 66,4 | 11,0 | 3,7 | 1,9 | 0,5 | 20,2 |

### Play-offs
| Seizoen  | Team               | WG  | WS | MPW  | 2P%  | 3P%  | FW%  | RPW  | APW | SPW | BPW | PPW  |
| -------- | ------------------ | --- | -- | ---- | ---- | ---- | ---- | ---- | --- | --- | --- | ---- |
| 1971/72  | Indiana Pacers     | 20  | –  | 31,7 | 41,5 | 26,7 | 62,7 | 11,4 | 2,6 | –   | –   | 15,5 |
| 1972/73  | Indiana Pacers     | 18  | –  | 40,6 | 45,7 | 0,0  | 73,2 | 12,3 | 2,2 | –   | –   | 23,9 |
| 1973/74  | Indiana Pacers     | 14  | –  | 41,8 | 46,1 | 28,6 | 74,4 | 11,9 | 3,4 | 1,1 | 0,4 | 24,0 |
| 1974/75  | Indiana Pacers     | 18  | –  | 40,6 | 49,7 | 31,5 | 68,8 | 15,9 | 8,2 | 2,0 | 0,6 | 32,3 |
| 1975/76  | Philadelphia 76ers | 3   | –  | 40,0 | 47,5 | –    | 61,1 | 13,7 | 4,0 | 0,3 | 1,3 | 23,0 |
| 1976/77  | Philadelphia 76ers | 19  | –  | 31,7 | 37,4 | –    | 57,0 | 10,4 | 3,6 | 1,2 | 0,3 | 14,2 |
| 1977/78  | Philadelphia 76ers | 10  | –  | 27,3 | 42,4 | –    | 83,7 | 7,8  | 3,0 | 1,5 | 0,1 | 14,7 |
| 1980/81  | Indiana Pacers     | 2   | –  | 19,5 | 20,0 | –    | 50,0 | 5,0  | 3,5 | 1,0 | 0,0 | 5,0  |
| Carrière | Carrière           | 104 | –  | 35,7 | 44,3 | –    | 68,2 | 11,8 | 3,9 | 1,4 | 0,4 | 20,7 |

10 Mount · 
11 Keller · 
14 Lewis · 
15 Barnhill · 
20 Hillman · 
24 Netolicky · 
30 McGinnis · 
34 Daniels · 
35 Brown · 
Coach Leonard
10 Buse · 
11 Keller · 
13 Freeman · 
14 Lewis · 
20 Hillman · 
22 Arnzen · 
23 Johnson · 
24 Newton · 
30 McGinnis · 
34 Daniels · 
35 Brown · 
Coach Leonard